# Copa de Francia de Fútbol 2018-19
La Copa de Francia 2018-19 es la edición 102 del torneo copero del fútbol francés. El campeón accederá a la fase de grupos de la Liga Europa de la UEFA 2019-20, salvo que se haya clasificado para la Liga de Campeones vía la Ligue 1, en cuyo caso dicho cupo para la Liga Europa pasará al quinto clasificado de la Liga.
El Stade Rennais se consagró campeón, obteniendo su 3 copa en la historia del torneo.
El sistema de juego el mismo que en los años anteriores: participan los equipos de fútbol asociados a la Federación Francesa de Fútbol, compitiendo a partido único en diferentes rondas en función de su categoría.
Las seis primeras rondas, donde participan equipos desde los equipos más modestos, hasta los equipos del Championnat National, que entran en la quinta ronda. También participan equipos de estos territorios de ultramar franceses:
- Guadalupe
- Reunión
- Martinica
- Guayana Francesa
- Polinesia Francesa
- Nueva Caledonia
- Mayotte

## Calendario
|                                                                                              | Ronda                       | Fecha                                                            | Equipos Participantes | Equipos ganadores |
| Eliminatorias previas. Entran en esta fase todos los equipos debajo la Quinta división       |                             |                                                                  |                       |                   |
| 0                                                                                            | Ronda Preliminar            | Fechas regionales                                                | ?                     | ?                 |
| 1                                                                                            | Primera vuelta              | Fechas regionales                                                | ?                     | ?                 |
| 2                                                                                            | Segunda vuelta              | Fechas regionales                                                | ?                     | ?                 |
| Entran en esta fase 168 clubes de la National 3 (Quinta división)                            |                             |                                                                  |                       |                   |
| 3                                                                                            | Tercera vuelta              | domingo 15 de septiembre                                         | 2146                  | 1073              |
| Entran en esta fase de los 51 clubes de la National 2 (Cuarta división)                      |                             |                                                                  |                       |                   |
| 4                                                                                            | Cuarta vuelta               | domingo 29 de septiembre                                         | 1124                  | 562               |
| Entran en esta fase de los 18 clubes del Championnat National (tercera división)             |                             |                                                                  |                       |                   |
| 5                                                                                            | Quinta vuelta               | domingo 13 de octubre                                            | 580                   | 290               |
| 6                                                                                            | Sexta vuelta                | domingo 27 de octubre                                            | 290                   | 145               |
| Entran en esta fase los 20 clubes de Ligue 2 y 11 clubes de las ligas de Francia de ultramar |                             |                                                                  |                       |                   |
| 7                                                                                            | Séptima vuelta              | sábado 16 y domingo 17 de noviembre                              | 176                   | 88                |
| 8                                                                                            | Octava vuelta               | sábado 7 y domingo 8 de diciembre                                | 88                    | 44                |
| Fase final                                                                                   |                             |                                                                  |                       |                   |
| Entran en esta fase los 20 clubes de Ligue 1                                                 |                             |                                                                  |                       |                   |
| 9                                                                                            | Treintaiseisavos de final   | viernes 3, sábado 4, domingo 5 y lunes 6 de enero                | 64                    | 32                |
| 10                                                                                           | Dieciseisavos de final      | jueves 16, viernes 17, sábado 18, domingo 19 y lunes 20 de enero | 32                    | 16                |
| 11                                                                                           | Octavos de final            | martes 28, miércoles 29 y jueves 30 de enero                     | 16                    | 8                 |
| 12                                                                                           | Cuartos de final            | martes 11, miércoles 12 y jueves 13 de febrero                   | 8                     | 4                 |
| 13                                                                                           | Semifinales                 | miércoles 4 y jueves 5 de marzo                                  | 4                     | 2                 |
| 14                                                                                           | Final al Estadio de Francia | 27 de abril                                                      | 2                     | 1                 |

### Final
| 27 de abril de 2019 | Stade Rennais            | 2:2 (2:2, 1:2) (t. s.)(6:5 p.) | París Saint-Germain         | Stade de France, París, Francia                          |                                                          |
|                     | Kimpembe 40' · Mexer 66' |                                | Dani Alves 13' · Neymar 22' | Asistencia: 75 000 espectadores Árbitro(s): Ruddy Buquet | Asistencia: 75 000 espectadores Árbitro(s): Ruddy Buquet |

## Campeón
| Bandera de Bretaña    |
| Campeón Stade Rennais |
| 3° título             |